# Blues of Desperation
Blues of Desperation è il dodicesimo album in studio del chitarrista blues rock statunitense Joe Bonamassa. È stato pubblicato il 25 marzo 2016 attraverso l'etichetta J & R Records.
A Blues of Desperation è stato assegnato un punteggio metacritic di 73 su 100 basato su 6 critici, che indicano recensioni generalmente favorevoli.
L'album ha debuttato al numero 12 di Billboard 200, al No. 2 di Top Rock Albums, e al numero 1 della Blues Albums chart, vendendo 25 000 copie nella prima settimana. L'album ha venduto 68 000 copie negli Stati Uniti ad agosto 2016.

## Tracce
1. This Train – 4:20
2. Mountain Climbing – 5:43
3. Drive – 5:47
4. No Good Place for the Lonely – 8:38
5. Blues of Desperation – 6:27
6. The Valley Runs Low – 4:03
7. You Left Me Nothin' But the Bill and the Blues – 4:10
8. Distant Lonesome Train – 5:53
9. How Deep This River Runs – 6:30
10. Livin' Easy – 4:37
11. What I've Known for a Very Long Time – 5:33